# Yttertavle
Yttertavle is een plaats in de gemeente Umeå in het landschap Västerbotten en de provincie Västerbottens län in Zweden. De plaats heeft 75 inwoners (2005) en een oppervlakte van 8 hectare. De plaats ligt zo goed als aan het Tävlefjärden een zeer langgerekte baai van de Botnische Golf, die binnenland het land insteekt.